# Szakasits Antal
Szakasits Antal (Budapest, 1893. augusztus 17. – Budapest, 1981. július 15.) szociáldemokrata politikus, Szakasits Árpád öccse, Boros Izabella férje.

## Életrajz
Szakasits Ferenc és Goreg Mária fiaként született, eredetileg nyomdásznak tanult. A munkásmozgalomba 1907-ben kapcsolódott be. 1910-ben belépett az MSZDP-be, 1911-től tagja volt a nyomdász szakszervezetnek. Ő szervezte meg 1911-ben az első ifjúmunkás sztrájkot Magyarországon.
A Tanácsköztársaság idején a kommunista párttitkárságnál valamint több újságnál dolgozott. Miután a proletárdiktatúra megbukott, Bécsbe emigrált, ahol 1921. február 19-én felekezeten kívül állóként házasságot kötött Boros Izabella izraelita tisztviselőnővel, Boros Dezső és Bleier Amália lányával. Feleségével hamarosan megalapította a Népszava Könyvkereskedés fiókját.
1922-ben jött haza, kinevezték a Szakszervezeti Tanács munkatársává és a szociáldemokrata ifjúsági mozgalom egyik vezetőjévé. Szerkesztője volt az Ifjúmunkás, később pedig a Munkásifjúság c. lapoknak. 1939 júliusában visszatért a római katolikus vallásra. 1945-től 1949-ig iparügyi miniszteri államtitkárként működött, 1949–1950-ben elnöke volt az Országos Nyugdíjintézetnek. 1950-ben koholt vádakkal tartóztatták le és került börtönbe. Rehabilitálására 1956-ban került sor. Sírja a Fiumei úti sírkertben található (24-1-73).

## Fontosabb munkái
- Szakasits Antal–Pályi Márton: Ipari munkásvédelem. Iparegészségügyi vezérfonal munkavállalók részére; előszó Bán Antal; Novák, Bp., 1946
- Mit láttam a Szovjetúnióban?; Novák, Bp., 1946
- A magyar szakszervezetek története; Szakszervezeti Tanács–Munka, Bp., 1947 (A Szakszervezeti Tanács alapfokú szemináriuma)
- Szakasits Antal–Pályi Márton: A pinceműhelyek iparegészségügyi problémái; szerzői, Bp., 1947
- A szakszervezeti mozgalom útmutatója; Világosság Ny., Bp., 1947
- A magyar ipari szociálpolitika útmutatója; bev., szerk. Szakasits Antal; Szikra, Bp., 1947 (A Magyar Népjóléti Minisztérium szociális szakszolgálatának kiadványai. Társadalomtudományi előadások)
- Üzemi bizottságok kézikönyve; szerk. Kossa István, Szakasits Antal, Nagy Béla; Szakszervezeti Tanács, Bp., 1947
- Szakasits Antal–Pályi Márton: Gyakorlati iparegészségtan; Novák, Bp., 1948 (Ipari munkatudományi könyvtár)